# Georgij Szemjonovics Spagin
Georgij Szemjonovics Spagin (oroszul: Георгий Семёнович Шпагин; Kljucsnyikovo, 1897. április 29. – Moszkva, 1953. február 6.) orosz nemzetiségű szovjet fegyvertervező.

## Életrajza
1897. április 29-én született a Vlagyimiri kormányzóság területén lévő Kljucsnyikovo településen. Mindössze három évet járhatott iskolába, majd a családi gazdaságukban dolgozott. 1916-ban behívták katonai szolgálatra. Az első világháborút egy gyalogezred fegyvermestereként szolgálta végig. Az oroszországi polgárháborúban a Vörös Hadsereg oldalán vett részt, a vlagyimiri laktanyában szolgált. 1920-ban leszerelt a hadseregből, majd Kovrovban esztergályosként kapott munkát a helyi fegyvergyár tervezőirodájában, amelyet az akkor már ismert fegyvertervező, Vaszilij Gyegtyarjov irányított. Spagin 1922-ben Gyegtyarjov asszisztense, majd később munkatársa lett. Spagin első önálló munkája egy 6,5 mm-es ikercsövű golyószóró volt, amelyet később áttervezett a harckocsiknál elterjedten alkalmazott 7,62 mm-es lőszerre.
Spagin ezt követően Gyegtyarjov 12,7 mm-es DK nagy kaliberű nehézgéppuskáján dolgozott. A DK géppuskát 1933–1935 között csak kis mennyiségben készítették, főként a kis tárkapacitása (30 db lőszer) miatt nem volt kedvelt fegyver. Spagin a géppuskát áttervezte és hevederes lőszeradagolót tervezett hozzá. A géppuskát 1938-tól DSK–38 (röviden: DSK) néven rendszeresítették, és a második világháborúban, majd azt követően a szovjet harckocsik egyik alapvető nehézgéppuskája volt.
Spagin 1940-ben kezdett hozzá legismertebb fegyvere, a PPS–41 (röviden: PPS) géppisztoly tervezéséhez, amelyet 1941-ben rendszeresítettek a Vörös Hadseregben. Az egyszerű szerkezetű és egyszerű technológiával gyártható géppisztolyból a második világháború során 5,5 millió darabot készítettek. A PPS–41 megtervezéséért Spagin Lenin-rendet kapott.
Spagin 1943-ra készült el az OPS–1 típusjelet kapott jelzőpisztollyal. A 26 mm-es pisztoly világító jelzőpatronok indítására volt alkalmas. Még abban az évben továbbfejlesztette az OPS–1-et, a később még évtizedekig használatban maradt új változat pedig az SZPS–2 típusjelet kapta. Spagin a jelzőpisztoly tervezésében végzett munkája elismeréseként kapta meg másodszor is a Lenin-rendet.
A második világháború alatt – 1943–1945 között – Spagin továbbfejlesztette a PPS–41 géppisztolyt. A teljesen fémből készült, csuklós válltámasszal szerelt továbbfejlesztett modell a PPS–45 volt, de a konstrukció az akkor már fejlesztés alatt lévő Kalasnyikov gépkarabélyokkal szemben alulmaradt. A világháború alatt Spagin – a német Stg–44(V) és Stg–44(P) kísérleti modellek ihletésére – elkészítette a PPS–41 ívelt csövű változatát. A harckocsik kezelőszemélyzetének szánt, a búvónyílásokból, védett pozícióból való kilövést biztosító változat azonban sorozatgyártásba nem került.
A második világháború után Spagin megromlott egészségi állapota miatt visszavonult az aktív tervezői munkától. 1953. február 6-án gyomorrákban hunyt el Moszkvában, a Kreml kórházában. Sírja a Novogyevicsi temetőben található.